# 't Vliegend Peert

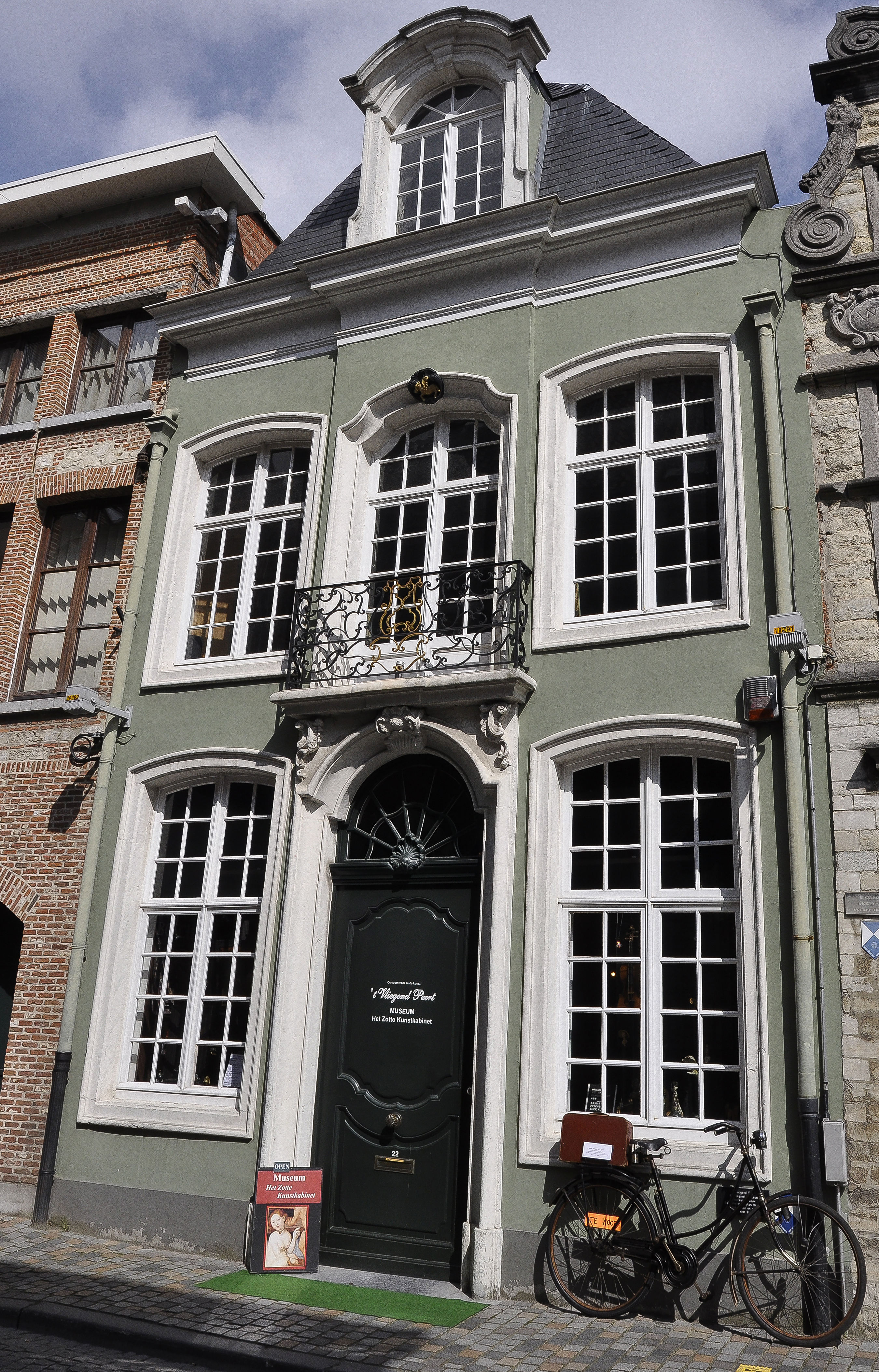
't Vliegend Peert

't Vliegend Peert is een historisch pand in de Belgische stad Mechelen. Dit huis was tijdens de volledige 16e eeuw de woonplaats van kunstenaars. Zeker het schildersgeslacht Verhulst maakte het tot een prominente plaats in Mechelen. Vermoedelijk werd het tussen 1350 en 1450 opgetrokken en onderging het een aantal verbouwingen in functie van de activiteiten van de bewoners.
Het is gelegen in de Sint-Katelijnestraat waar in de 15e en 16e eeuw een aantal kunstateliers waren gevestigd. Karel van Mander bevestigt dit en schrijft: Te Mechelen daet meer als 150 sulcke winckelen waren. Het pand werd in 1984 gerestaureerd.
Lucas Faydherbe werd in 1617 geboren in het huis aan de linkerkant van 't Vliegend Peert. Hij ontwierp in 1684 het huis De Koornbloem aan de rechterkant. Dit bewijst nog eens het belang van de locatie tot in de 17e eeuw.

## Bewoners
Mayken Verhulst, een lid van de al vermelde kunstenaarsfamilie werd hier geboren. Ze was een dochter van de schilder Pieter Verhulst en trouwde rond 1538 met Pieter Coecke van Aelst (1502-1550), een schilder afkomstig uit Aalst. Coecke opende een atelier in Brussel. Een van zijn gezellen was Pieter Bruegel de Oude; hij trouwde in 1563 met hun dochter Mayken Coecke.
Na het vroegtijdig overlijden van Pieter Bruegel en, negen jaar later, van zijn vrouw Mayken Coecke, nam grootmoeder en weduwe Mayken Verhulst de twee zoontjes van Pieter en Mayken in huis - Pieter en Jan en zorgde voor hun opleiding.

## Museum
Het huis is de locatie van het museum Het Zotte Kunstkabinet dat zijn deuren in 2004 opende. Hier is ook het wetenschappelijk instituut Centrum voor Oude Kunst 't Vliegend Peert ondergebracht.

## Afbeeldingen

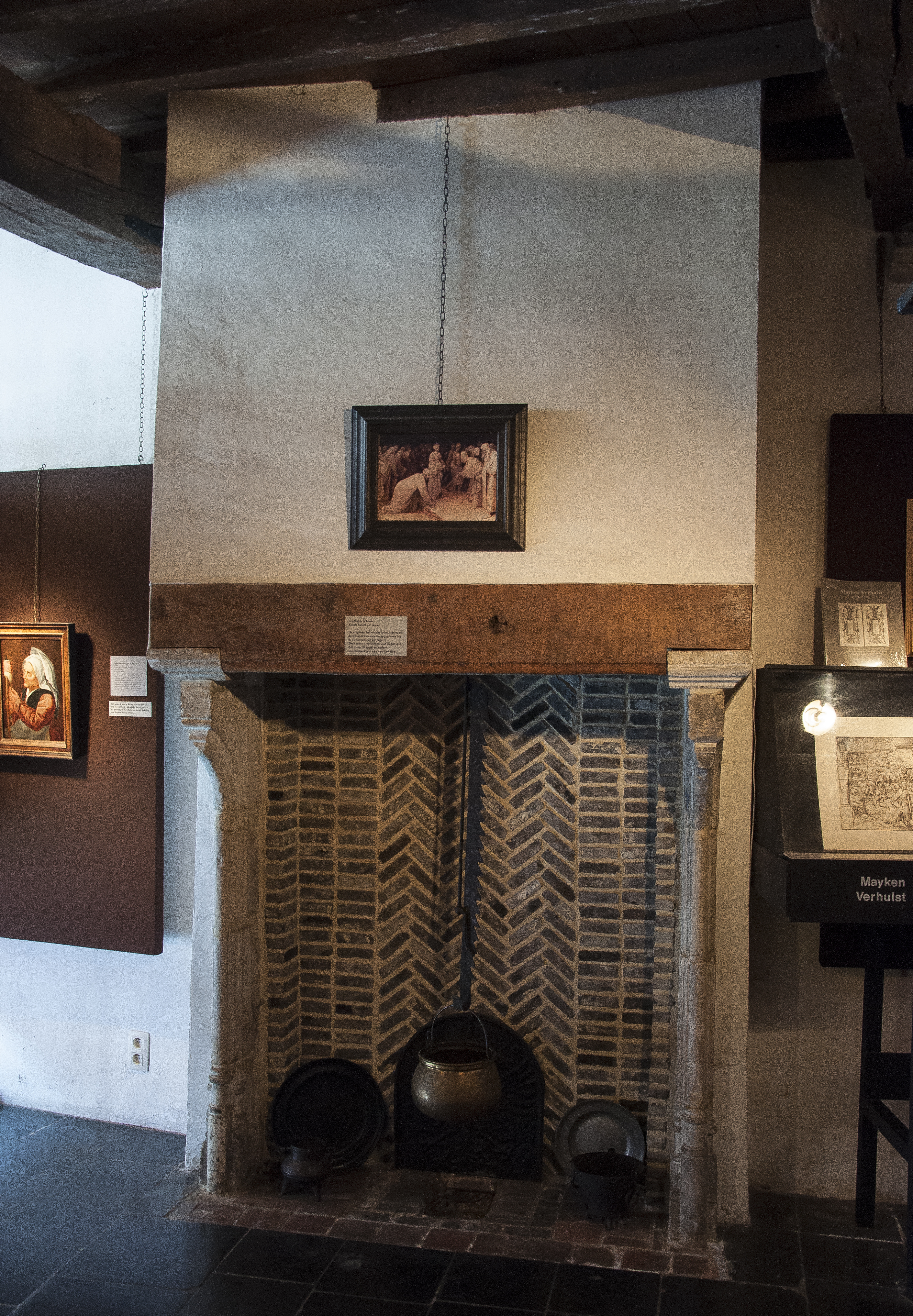
Gerestaureerde gotische schouw (ca. 1520)
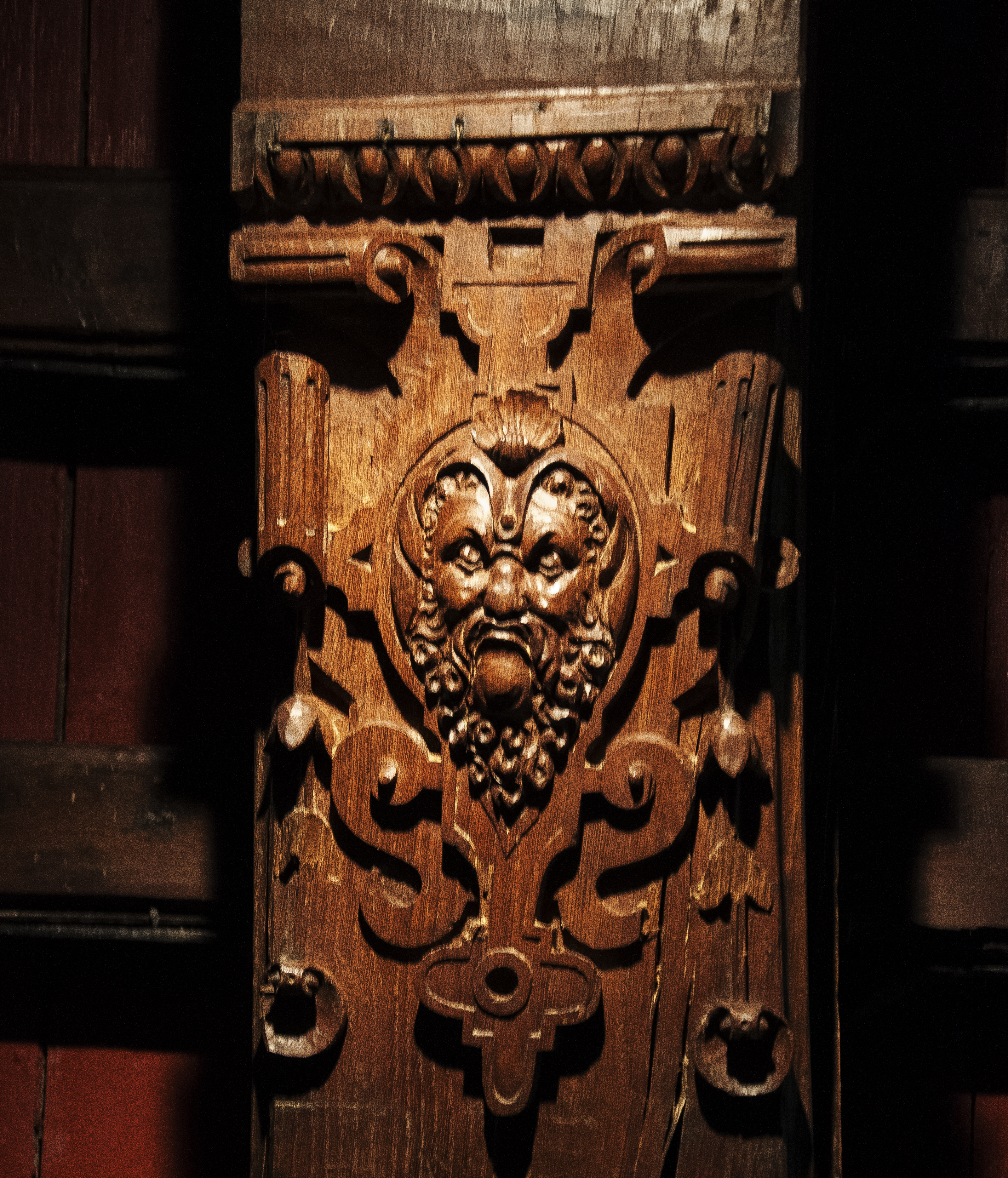
Balksleutel in 't Vliegend Peert
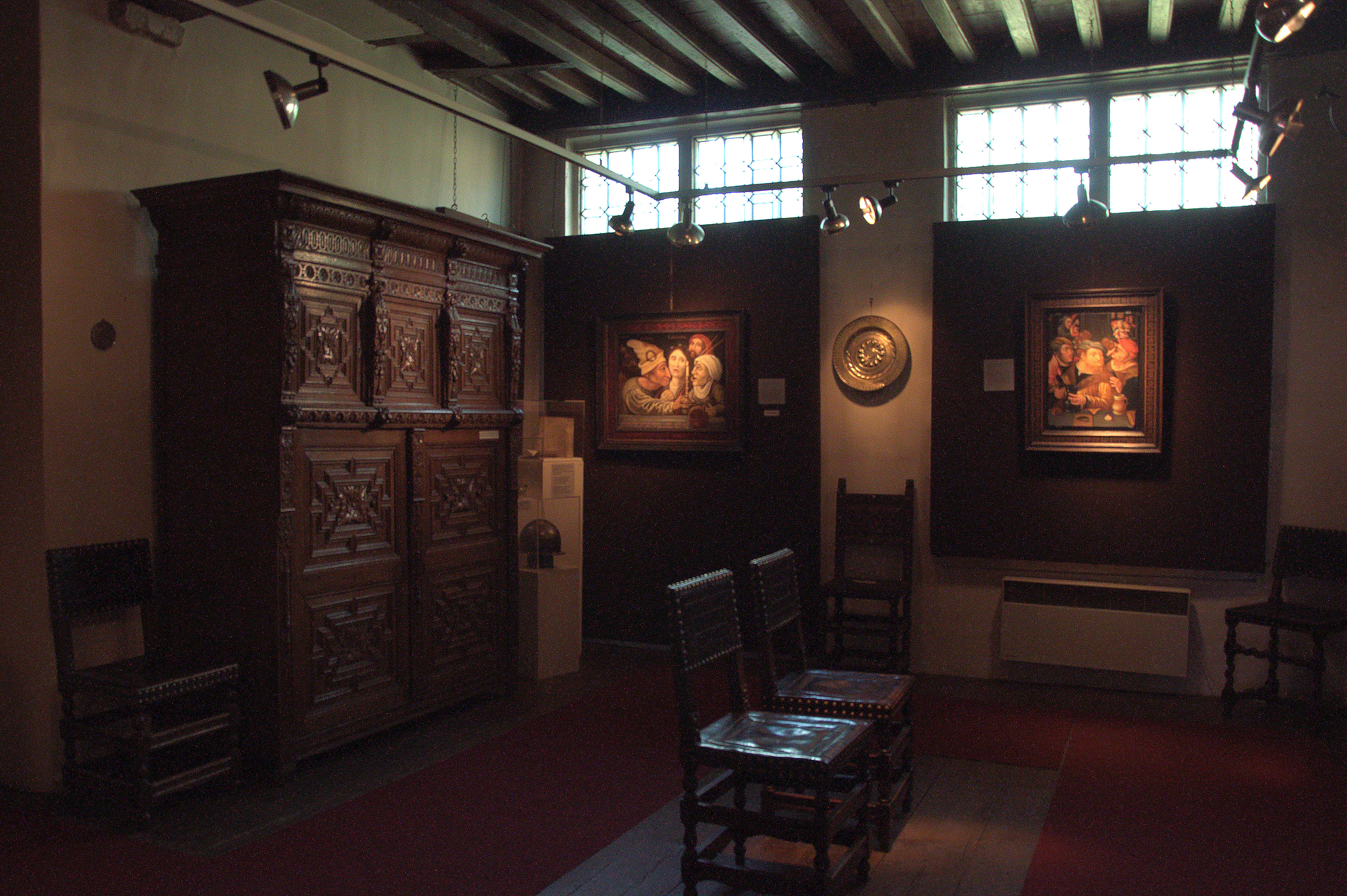
Interieur van 't Vliegend Peert